# Dąb (Katowice)
Dąb (deutsch Domb) ist der älteste Stadtteil der heutigen Stadt Katowice. Es liegt drei Kilometer südwestlich von der Kattowitzer Stadtmitte entfernt.

## Geschichte

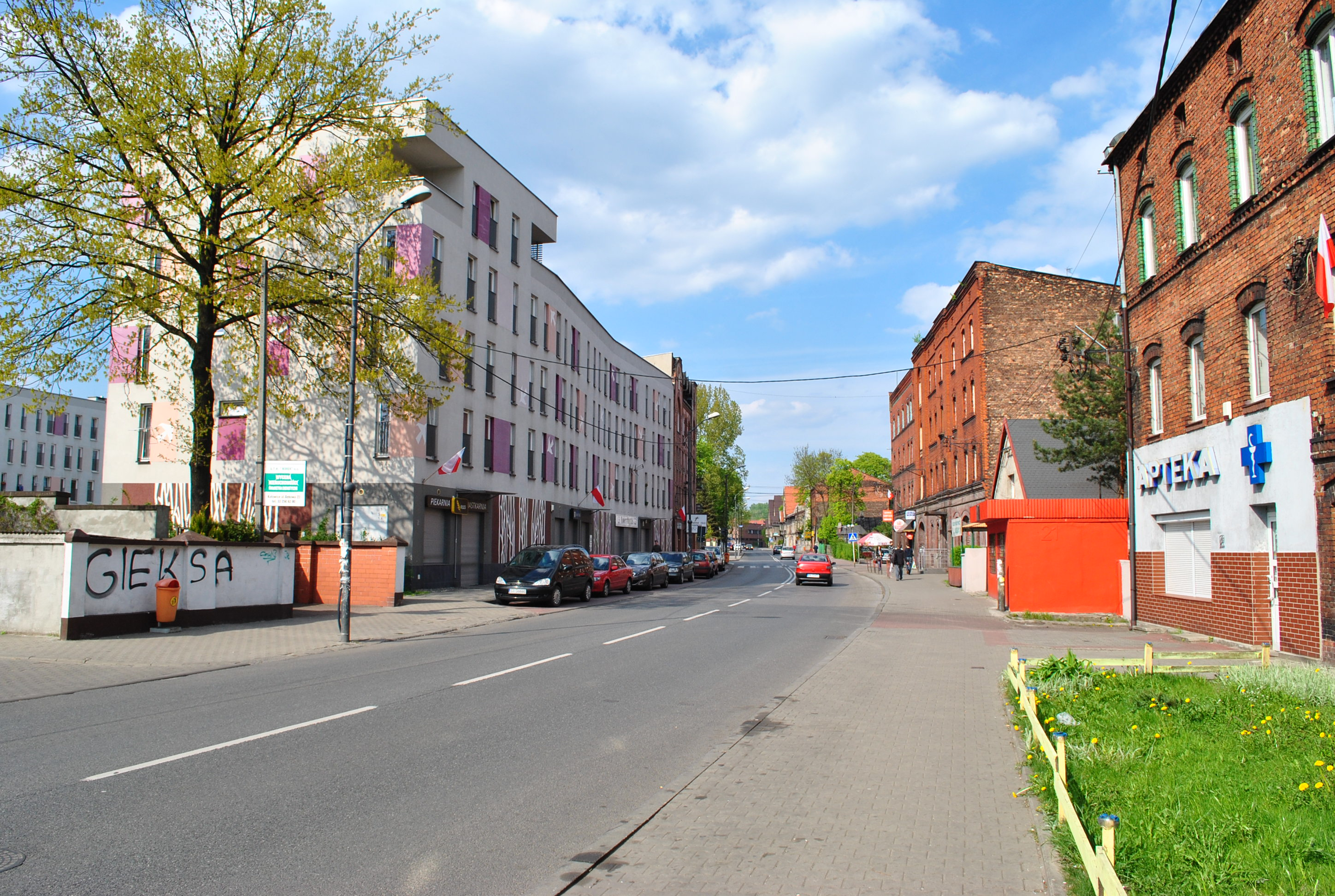
Straßenzug

Die erste urkundliche Erwähnung von Domb stammt vom 19. März 1299 vom Beuthener Herzog Kasimir II. 1480 wurde es von dem polnischen Geschichtsschreiber Jan Długosz in seinem Werk „Księga uposażeń“ erwähnt. Nach ihm schenkte Herzog Kasimir II. um 1300 das Dorf Domb dem Kloster Bożogrobców (Kloster Heiliges Grab) in Miechów als Spende für das Heilig-Geist-Hospital in Beuthen. Das Dorf blieb bis zum 19. Jahrhundert in Klosterhand.
1780 wurde im Ort Steinkohle entdeckt und die erste Kohlengrube Königin Hedwig gegründet. 1823 gründete der schottische Ingenieur John Baildon (1772–1846) in Domb eine Eisenhütte.
Am Anfang des 20. Jahrhunderts hatte Domb eine katholische Kirche, eine Mühle, die Steinkohlengrube Waterloo, die Baildonhütte, und der Ort gehörte zum Landkreis Kattowitz im preußischen Regierungsbezirk Oppeln. Im Jahr 1910 wohnten in Domb 13.666 Einwohner, davon sprachen 10.318 Schlesisch, 26 Polnisch, 3.237 Deutsch.
Im Ersten schlesischen Aufstand fanden 1919 in Domb kleine Scharmützel statt, im Zweiten 1920 schwere Kämpfe, im Dritten befand sich dort 1921 eine der Basen der Aufständischen. Sie marschierten am 3. Mai 1921 von Domb aus nach Kattowitz.
Am 15. Juli 1924 wurde Dąb zusammen mit Bogucice, Zawodzie, Załęże, Ligota und Brynów als Stadtteil in die Stadt Kattowitz eingegliedert.

### Bevölkerungsentwicklung
| Jahr | Einwohner | Anmerkungen |
| ---- | --------- | ----------- |
| 1890 | 4.138     | [ 3 ]       |
| 1900 | 8.243     | [ 2 ]       |
| 1905 | 10.839    | [ 3 ]       |
| 1910 | 13.666    | [ 3 ]       |